# Ivar Martinsen
Ivar Martinsen (Oslo, 8 de diciembre de 1920 - Løten, 24 de septiembre de 2018) fue un patinador de velocidad noruego.  Compitió en la prueba de los 1500 metros en los Juegos de invierno de 1948 y los Juegos e 1952 donde acabó 16º y octavo, respectivamente. Consiguió dos bronces en los Mundiales de 1952 y en los Europeos de 1953.

## Palmarés internacional
| Juegos Olímpicos   | Juegos Olímpicos   | Juegos Olímpicos   | Juegos Olímpicos   |
| Año                | Lugar              | Medalla            | Prueba             |
| Campeonato Mundial | Campeonato Mundial | Campeonato Mundial | Campeonato Mundial |
| ------------------ | ------------------ | ------------------ | ------------------ |
| 1952               | Hamar (Noruega)    | Medalla de bronce  | Programa completo  |
| Campeonato Europeo |                    |                    |                    |
| 1953               | Hamar (Noruega)    | Medalla de bronce  | Programa completo  |